# Johann Jacob Syrbius

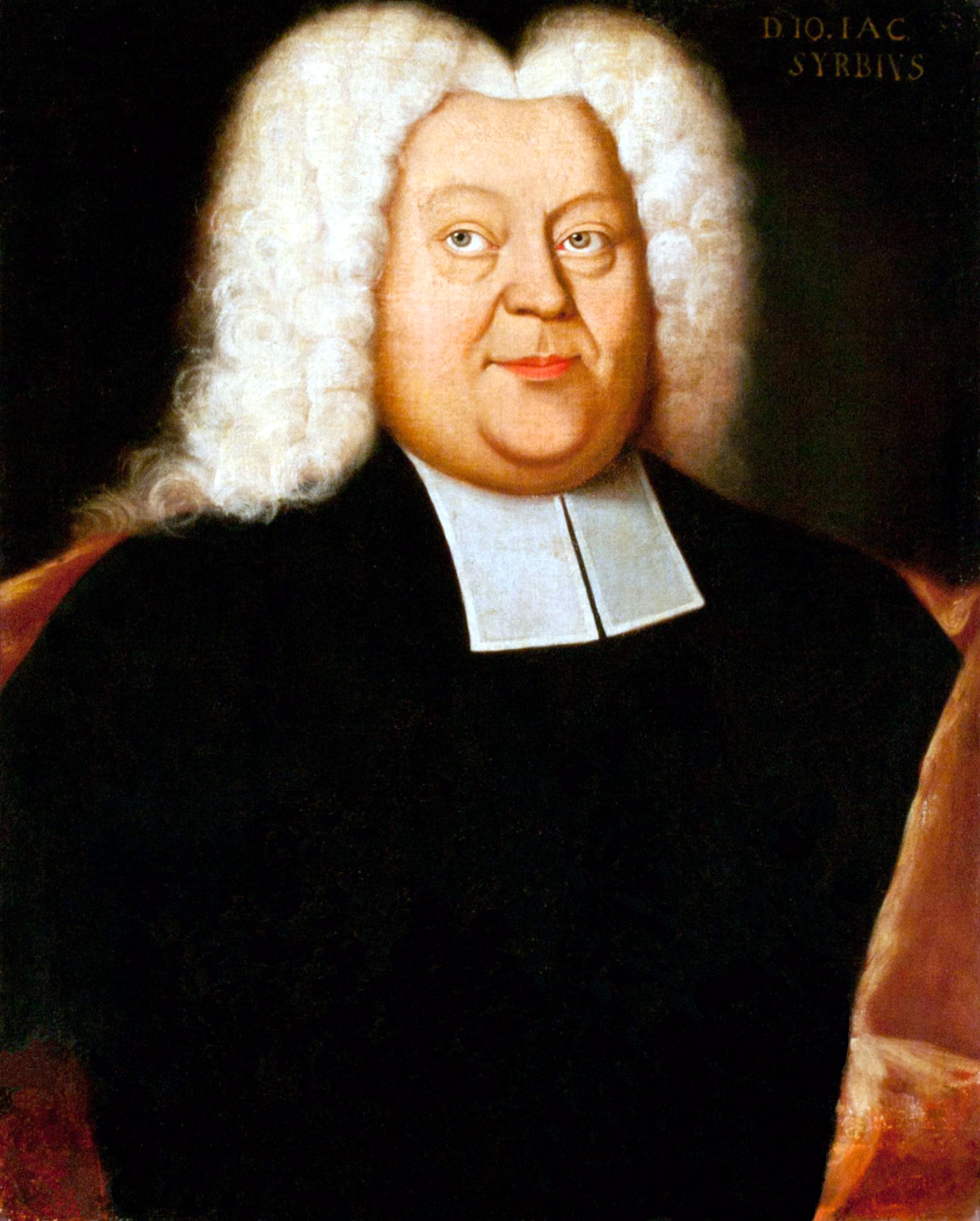
Johann Jacob Syrbius

Johann Jacob Syrbius auch: Syrbe (* 26. Juni 1674 in Wechmar; † 4. November 1738 in Jena) war ein deutscher Philosoph und lutherischer Theologe.

## Leben
Syrbius war ein Sohn des Pfarrers Johann Heinrich Syrbius (* 19. April 1646; † 15. Oktober 1694) und dessen Frau Anna Dorethee Mose (* 20. Juni 1648; † 16. Juli 1680). Nach anfänglicher Ausbildung durch seinen Vater und durch Privatlehrer besuchte er ab September 1684 das Gymnasium Ohrdruf, das unter der Leitung des damaligen Rektors Philipp Jacob Spindler (1624–1696) stand. 1691 nahm ihn sein Vater zu sich und Johann Jacob erhielt von diesem eine weitere Ausbildung. Einige Monate später bezog er das Gymnasium Illustre in Gotha, das unter der Leitung des Rektors Georg Heß stand. Hier waren unter anderem Johann Heinrich Rumpel, Gottfried Vockerodt, Wilhelm Ernst Tentzel und Johann Balthasar Strobel (1635–1711) seine Lehrer. Auch wurde der damalige theologische Ephorus Johann Heinrich Fergen (1643–1708) prägend für den jungen Syrbius.
Am 18. Oktober 1693 begann Syrbius an der Universität Jena ein Studium der Theologie, wobei Friedemann Bechmann, Valentin Veltheim und Georg Götze seine Lehrer waren. Daneben besuchte er Vorlesungen an der philosophischen Fakultät bei Caspar Posner, Johann Andreas Schmidt, Georg Albrecht Hamberger, Georg Schubart und Johann Andreas Danz. Am 16. Oktober 1696 erwarb er den akademischen Grad eines Magisters der philosophischen Wissenschaften und im Juli 1701 wurde er Adjunkt der philosophischen Fakultät. Am 28. April 1704 wurde er Ephorus des theologischen Seminars und der Selecta des Gymnasiums in Eisenach.
Am 11. Oktober 1707 übernahm er die Professur der Logik und Methaphysik der Jenaer Hochschule. Er machte auf sich aufmerksam, als er gegen die Lehren Christian Wolffs Stellung nahm. Am 27. Juni 1730 wurde er außerordentlicher Professor der Theologie und am 11. Juli desselben Jahres zum Doktor der Theologie ernannt. 1734 wurde er ordentlicher Professor der Theologie und galt als gemäßigter Lutheraner, der dem aufstrebenden Pietismus durchaus Zugeständnisse im Rahmen einer vernünftigen Eklektik einräumte. Zudem beteiligte sich Syrbius auch an den organisatorischen Aufgaben der Jenaer Hochschule. So war er einige Male Dekan der philosophischen Fakultät und in den Sommersemestern 1714, 1722, 1736 sowie im Wintersemester 1738 zum Rektor der Alma Mater bestimmt. Da er in letztgenanntem Amt verstarb, wurde sein Leichnam am 6. November 1738 unter öffentlicher Anteilnahme feierlich beigesetzt.

## Familie
Syrbius war viermal verheiratet.
- Seine erste Ehe schloss er 1707 mit Anna Salome Künhold († 17. Mai 1709), die Tochter des Erb-, Lehn- und Gerichtsherrn auf Tambachshof und Wölfis, sachsen-gothaischer Hof und Kammerrat und Oberamtmann von Gotha Paul Künhold (auch Kunhold * 20. Oktober 1639 in Königssee/Schwarzburg-Rudolstadt; † 7. Juli 1709 in Wölfis). Aus der Ehe stammte der Sohn Paul Friedrich Syrbius.
- Am 19. Oktober 1711 schloss er eine zweite Ehe mit Maria Sophia Koch († 9. Dezember 1713), der Tochter des Weißenfelser Amtmanns Jobst Christopher Koch.
- Seine dritte Ehe ging er 1715 mit Katharina Louisa Lenz († 5. September 1731), der Tochter des schwarzburgischen Rates und Steuereinnehmers Adam Friedrich Lenz, ein. Aus der Ehe stammten die Kinder Christian Adolf Syrbius, Christian Ludwig Syrbius, Frederica Louisa Syrbius, Maria Christina Syrbius, Friederica Elisabeth Syrbius, Heinrich August Syrbius, Johannes Jacob Syrbius, Charlotta Wilhelmine Syrbius, Ernst Gottlieb Syrbius und Maria Sophia Syrbius, die sich am 23. April 1736 mit Wilhelm Daniel Muldner verheiratete.
- Seine vierte Ehe schloss er am 26. Januar 1736 mit Sophie Elisabeth Zollmann, der Tochter des sachsen-coburgischen Geheimrats Johann Ludwig Zollmann (begr. 7. April 1730 in Jena).

## Werke (Auswahl)
- Dissertatio de cultu Bacchi inter gentiles. Jena 1698.
- Diss. de numero et serie categoriarum. Jena 1699.
- Diss. de sabbato gentili. 1699, 1726.
- Diss. de Pythagora intra syndonem noscendo. Jena 1701 (reader.digitale-sammlungen.de).
- Disputatio pro loco. Jena 1702.
- Epistola . . . de methodo humanioris doctrinae. Jena 1703.
- Diss. de autoritate scripturae S. inter gentiles. Eisenach 1704.
- Diss. de discrimine affectuum spiritualium et naturalium. 1706.
- Programma de definitione sapientiae. Jena 1707, (anonym).
- Ausführliche Abfertigung der unbefugten Beschuldigungen u. s. w. Jena 1709.
- De re scholastica recte instituenda. 1711.
- Synopsis philosophiae rationalis. Jena 1716.
- Synopsis philosophiae primae. Jena 1716.
- Conspectus philosophiae naturalis eclecticae. Jena 1717.
- Diss. de originie Atheismi. Jena 1720.
- Kurze Anweisung zur Weisheit und allen dahin unmittelbar gehörigen Wissenschaften. Jena 1724.
- Diss. de desiderio hominis infinito. 1726, 4 Bände.
- Diss. de tenenda fidei christianae professione. 1780.
- Diss. de Pauli in urbem Romam ingressu. 1731, 15 Bände.
- Diss. de determinata futurorum contingentium veritate. 1738.